# Taaluniversalia
Taaluniversalia zijn kenmerken die voorkomen in alle natuurlijke talen. Twee voorbeelden zijn het onderscheid tussen verschillende woordsoorten en de aanwezigheid van zowel klinkers als medeklinkers. Het onderzoek op dit gebied hangt nauw samen met zowel taaltypologie als de manier waarop de menselijke hersenen taal verwerken.
Voortrekker op dit gebied was Joseph Greenberg. Hij vergeleek 30 willekeurige talen met elkaar en ontdekte verschillende gemeenschappelijke kenmerken, met name op het gebied van de syntaxis.

## Oorsprong
Het bestaan van taaluniversalia wordt soms aangevoerd om het bestaan van een universele grammatica te onderbouwen. Nog vaker wordt in dit verband echter een beroep gedaan de kennistheorie, de neurobiologie of de psychologie. Weer een andere mogelijke verklaring is dat deze universalia zo onmisbaar zouden zijn voor een goed verloop van de communicatie dat elke taal die ze zou ontberen er vanzelf naartoe zou evolueren.

## Absoluut/Implicationeel
Absolute taaluniversalia worden allereerst onderscheiden van implicationele. Met absolute taaluniversalia wordt een beperkt aantal kenmerken bedoeld die in echt alle bekende talen gelden, zoals de aanwezigheid van voornaamwoorden. Implicationele universalia gelden alleen op voorwaarde dat een taal ook bepaalde andere kenmerken bezit. Zo zal een taal met een aparte vorm voor de trialis ook altijd een aparte vorm voor de dualis bezitten.

## Universalia/tendenties
Tegenover de absolute universalia staan ook de zogeheten tendenties. Dit zijn kenmerken die niet voor alle talen gelden, maar niettemin zo vaak voorkomen dat het bestaan ervan niet op toeval kan berusten. Een voorbeeld is het voorkomen van nasalen. Dit is een gemeenschappelijk kenmerk van heel veel talen. Het Ewe en Fon zijn daarentegen voorbeelden van talen zonder echte nasale consonanten. 
Tendenties kunnen zowel implicationeel als niet-implicationeel zijn; de meeste zijn echter implicationeel.  
Zo hebben talen die de SOV-volgorde als standaard hanteren over het algemeen ook postposities. 
(daarentegen kent het Latijn, dat ook een SOV-taal is, uitsluitend preposities). Tendenties verschillen vaak per taalfamilie en kunnen ook in de loop van de tijd veranderen. Zo zijn alle uit het Latijn ontstane Romaanse talen overgeschakeld op de SVO-volgorde, die voor een taal die ook voorzetsels heeft tevens veel gewoner is.

## Bidirectioneel/unidirectioneel
Taaluniversalia kunnen verder ook nog bidirectioneel of unidirectioneel zijn. Bij bidirectionele universalia is sprake van twee verschillende kenmerken waarvan het bestaan van het ene noodzakelijkerwijs dat van het andere impliceert, zoals de SOV-volgorde en het voorkomen van postposities. Bij unidirectionele universalia werkt de implicatie niet wederzijds. Een voorbeeld is het plaatsen van betrekkelijke bijzinnen vóór het zelfstandig naamwoord; talen die dit doen hanteren vrijwel altijd ook de SOV-volgorde. Daarentegen valt er bij SOV-talen in het algemeen geen duidelijke voorkeur voor het vóór het zelfstandig naamwoord plaatsen van betrekkelijke bijzinnen te ontdekken, dus is hier sprake van unidirectionele universalia.  

## Fonologie
Ook op het fonologische vlak zijn er enkele universalia/tendenties aan te wijzen. Zo komt de in het Internationaal Fonetisch Alfabet als /rʔ/ weergegeven stemloze linguolabiale tril - het scheetachtige geluid dat te horen is wanneer iemand zijn tong half tussen zijn lippen uitsteekt en tegelijkertijd door de mond lucht uitblaast -  nooit voor als foneem. Ook bestaat er geen enkele gesproken taal waarin zowel de /a/ als de /ɑ/ niet voorkomen. 
Hoge tonen worden over het algemeen geassocieerd met iets kleins. Onderzoek van Roman Jakobson en Linda Waugh heeft uitgewezen dat veel woorden waar de klinker /i/ in voorkomt iets kleins en/of onbeduidends als referent hebben. Voorbeelden zijn  ietsiepietsie (Nederlands), poquito (Spaans, "een beetje"), kitty (Engels, "jong katje") en maomi (Mandarijn). Al deze woorden verwijzen naar kleine zaken of wezens.

## Semantiek
Gottfried Leibniz was een van de eerste taalfilosofen die op zoek ging naar semantische taaluniversalia. Hij veronderstelde dat elke taal een soort "onaantastbare semantische kern" bevatte. Dit idee is later in moderne vorm uitgewerkt door onder meer Anna Wierzbicka in de Natural Semantic Metalanguage. Volgens ander onderzoek bestaan er taaloverstijgende tendensen om namen van lichaamsdelen metaforisch te gebruiken als adpositie, en om woorden die in morfologisch opzicht eenvoudig zijn te gebruiken om te verwijzen naar in het oog springende zaken. Volgens sommige taalkundigen bestaan er in elke taal afzonderlijke termen voor elk van de begrippen "lichaam", "hand", "arm" , "neus" en "mond", maar dit lijkt niet op te gaan voor bijvoorbeeld het Tidore en het Kuuk Thaayorre. Alleen het woord voor "persoon" lijkt in alle talen voor te komen (zie ook partonomie).

## Andere universalia
- Een taal moet altijd worden aangeleerd.
- Een taal verandert voortdurend.
- Elke menselijke samenleving heeft haar eigen taal.
- Alleen mensen zijn in staat tot het produceren van taal (enkele andere primaten zoals chimpansees zijn wel in staat taal tot op zekere hoogte te begrijpen).
- Een taal heeft altijd minstens twee klinkers.
- Alle klankinventarissen kunnen worden beschreven aan de hand van distinctieve kenmerken.
- Elke taal heeft een karakteristieke intonatie, hoewel dit alleen in toontalen ook een betekenisonderscheidende functie heeft.
- Alle talen bezitten functiewoorden en inhoudswoorden,
- Alle talen bezitten elementen met een deiktisch karakter (zoals aanwijzende voornaamwoorden).
- Een taal met de toekomende tijd heeft ook altijd het preteritum, maar deze tendens is unidirectioneel.
- Het aantal in een natuurlijke taal voorkomende geluiden is beperkt. Per taal is dit bovendien altijd een deelverzameling van het totaal aantal mogelijke geluiden dat door het spraakkanaal kan worden voortgebracht.
- Er bestaan algemene voorkeuren voor bepaalde woord- en zinsdeelvolgordes (zo komt de SVO-volgorde veruit het meest voor).